# Liste der Monuments historiques in Nesle-le-Repons
Die Liste der Monuments historiques in Nesle-le-Repons führt die Monuments historiques in der französischen Gemeinde Nesle-le-Repons auf.

## Liste der Objekte
| Bezeichnung                                  | Beschreibung                           | Standort                      | Kennzeichnung | Schutzstatus | Datum | Bild |
| -------------------------------------------- | -------------------------------------- | ----------------------------- | ------------- | ------------ | ----- | ---- |
| Grabstein für Toussaints Charles de Villemor | Stein, 18. Jahrhundert                 | in der Kirche St-André (Lage) | PM51003006    | Inscrit      | 1980  |      |
| Taufbecken                                   | Stein, 16. Jahrhundert                 | in der Kirche St-André (Lage) | PM51000580    | Classé       | 1957  |      |
| Skulptur Heiliger Andreas (1)                | Stein, farbig gefasst, 15. Jahrhundert | in der Kirche St-André (Lage) | PM51000582    | Classé       | 1980  |      |
| Skulptur Heiliger Andreas (2)                | Stein, 16. Jahrhundert                 | in der Kirche St-André (Lage) | PM51003004    | Inscrit      | 1980  |      |
| Kreuzigungsretabel                           | Buchenholz, 15. Jahrhundert            | in der Kirche St-André (Lage) | PM51000579    | Classé       | 1957  |      |
| Skulptur Heilige Barbara                     | Holz, 15. Jahrhundert                  | in der Kirche St-André (Lage) | PM51003005    | Inscrit      | 1980  |      |
| Skulptur Madonna mit Kind                    | Stein, farbig gefasst, 15. Jahrhundert | in der Kirche St-André (Lage) | PM51000581    | Classé       | 1957  |      |
| Hauptaltar                                   | Holz, farbig gefasst, 18. Jahrhundert  | in der Kirche St-André (Lage) | PM51003008    | Inscrit      | 1980  |      |
| Kruzifix                                     | Holz, 17. Jahrhundert                  | in der Kirche St-André (Lage) | PM51003007    | Inscrit      | 1980  |      |